# Agostino Steffani

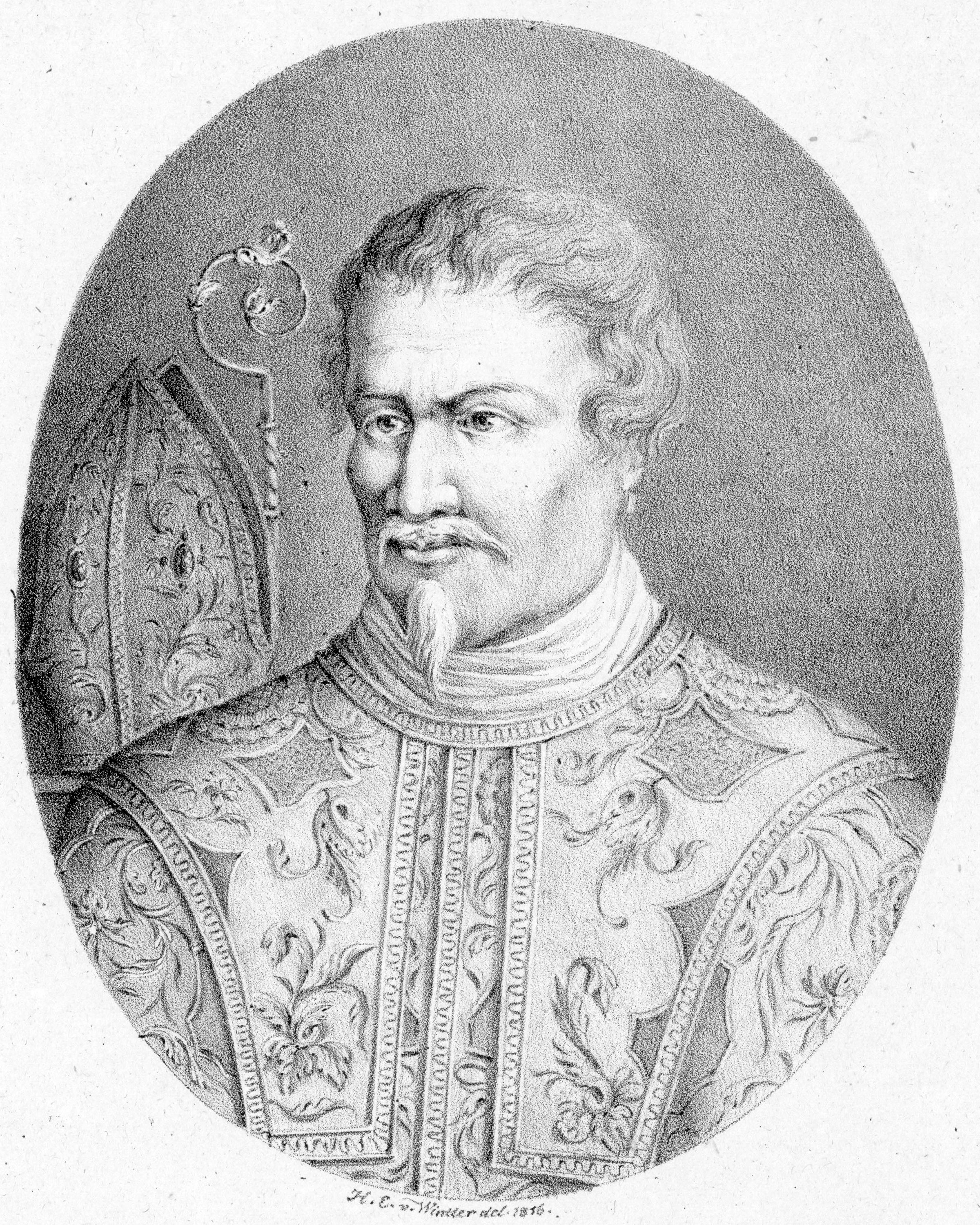
Agostino Steffani, litografi från 1816.

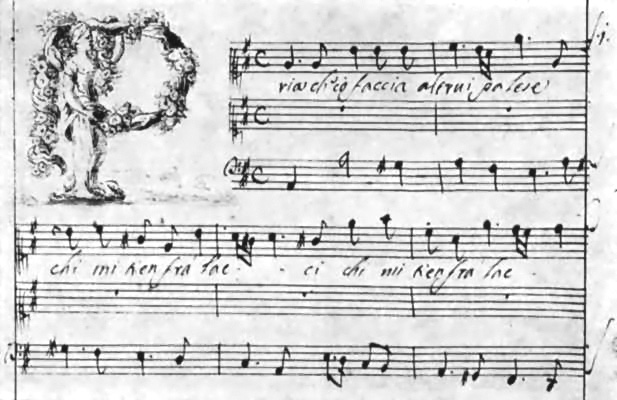
Utdrag ur Pria ch'io faccia av Agostino Steffani.

Agostino Steffani, född 25 juli 1654 i Castelfranco Veneto, död 12 februari 1728 i Frankfurt am Main (under en resa), var en italiensk ecklesiolog, diplomat och kompositör.
Steffani fick som skyddsling till kurfursten av Bayern sin musikaliska utbildning av Johann Caspar von Kerll och Ercole Bernabei i München och Rom, blev 1674 kammarmusiker vid hovet i München och lärde känna Jean-Baptiste Lullys musik i Paris 1678–79. Han prästvigdes 1680, blev 1681 kammarmusikdirektör hos kurfursten, flyttade 1689 som hovkapellmästare till Hannover, reste 1692–1702 i diplomatiska uppdrag för Hannovers räkning, utnämndes 1703 till geheimeråd i Düsseldorf, adlades samt blev 1706 titulärbiskop och 1709 apostolisk vikarie för Nordtyskland. 
Steffani var en av sin tids främsta tonsättare. I flera operor förenade han den venetianska och den franska skolan och ansågs ouppnådd såväl i det elegiska och det tragiska som i den instrumentala tekniken. Hans tidigaste opera, Marco Aurelio (1681), följdes av ett tjugotal, bland annat Servio Tullio (1686), Alarico (1687; nyutgiven av Hugo Riemann), Niobe (1688), Enrico Leone (1689), Arminio (1707) och Tassilone (1709). 
Steffanis kammarduetter utgör mönsterverk av italiensk sång (16 av dem utgavs i "Denkmäler der Tonkunst in Bayern", 1905, jämte en biografi över Steffani av Alfred Einstein). Även hans Stabat mater tillhör främsta verk. Han komponerade dessutom trestämmiga motetter, andliga kantater, madrigaler och sonater. Efter biskopsutnämningen signerade han sina tonverk med sin sekreterare Gregorio Pivas namn. Den unge Georg Friedrich Händel var starkt influerad av Steffani och fick 1710 överta hans kapellmästarplats i Hannover. Steffani uppträdde även som musikskriftställare, med ett försvar för tonkonstens värde.